# Diecezja Saskatoon
Diecezja Saskatoon – diecezja rzymskokatolicka w Kanadzie. Została erygowana w 1933.

## Biskupi diecezjalni
- Gerald C. Murray † (1934-1944)
- Philip Francis Pocock † (1944-1951)
- Francis Joseph Klein † (1952-1967)
- James Patrick Mahoney † (1967-1995)
- James Weisgerber (1996-2000)
- Albert LeGatt (2001-2009)
- Donald Bolen (2009-2016)
- Mark Hagemoen (od 2017)

## Bibliografia

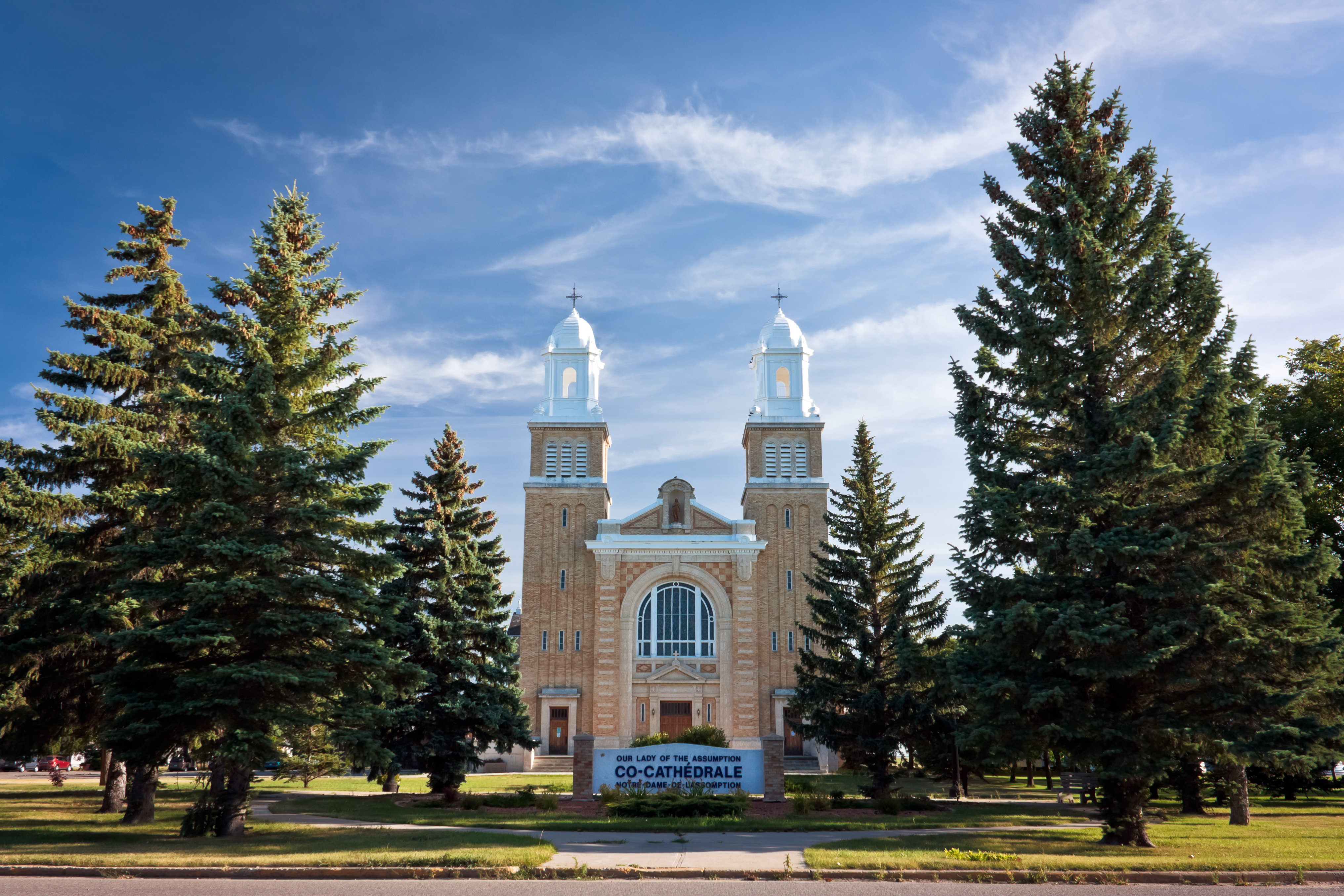
Konkatedra Wniebowzięcia Najświętszej Maryi Panny w Gravelbourg